# Popis mliječnih proizvoda
Mliječni proizvod hrana je proizvedena od mlijeka. Proizvodni pogon za preradu mlijeka naziva se mljekara ili tvornica mliječnih proizvoda. Mlijeko se obično dobiva od krava, ali također i od koza, ovaca i sl., koje se može prerađivati na licu mjesta ili transportirati u tvornicu mlijeka za preradu i eventualnu prodaju na veliko ili malo. Na piramidi pravilne prehrane mlijeko i mliječni proizvodi nalaze se na istoj razini kao meso, riba i jaja, a preporuka je da se konzumira 2-3 mliječna obroka dnevno.
Ovo je popis mliječnih proizvoda:
| Naziv proizvoda            | Zemlja podrijetla | Opis |
| -------------------------- | ----------------- | --- |
| Acidofil                   | Rusija            | vrsta jogurta s kulturom Lactobacillus acidophilus                                                                              |
| Acidofilno mlijeko         |                   | |
| Adaptirano mlijeko za bebe |                   | proizvedena hrana namijenjena za prehranu dojenčadi i beba mlađih od 12 mjeseci                                                 |
| Ayran / Ajran              | Turska            | hladan slani napitak na bazi jogurta                                                                                            |
| Bešamel                    | Francuska         | umak |
| Bjelovarski kvargl         | Hrvatska          | tvrdi sir u obliku stošca |
| Brie                       | Francuska         | punomasni meki sir |
| Devino mlijeko             | Afrika i Azija    | mlijeko od deva |
| Dulce de leche             | Južna Amerika     | slatki mliječni namaz |
| Ementaler                  | Švicarska         | polutvrdi sir, žute boje s karakterističnim rupama                                                                              |
| Feta                       | Grčka             | vrsta mekih bijelih sireva, čije se sazrijevanje odvija u otopini                                                               |
| Ghee                       | Indija            | pročišćeni svježi maslac |
| Gorgonzola                 | Italija           | meki sir s plemenitom plijesni                                                                                                  |
| Grčki jogurt               | Grčka             | jogurt koji je procijeđen kako bi se uklonio veći dio sirutke                                                                   |
| Jogurt                     |                   | |
| Kačkavalj                  | Italija, Bugarska | vrsta sira od ovčjeg mlijeka ili od mješavine ovčjeg i kravljeg mlijeka                                                         |
| Kajmak                     | Turska            | proizvod od kravljeg, kozjeg ili ovčjeg mlijeka dobiven fermentacijom                                                           |
| Kazein                     |                   | glavni protein u mlijeku |
| Kefir                      | Kavkaz            | napitak od fermentiranog mlijeka pripremljen s kefirnim zrncima                                                                 |
| Kiselo mlijeko             |                   | mlijeko nastalo zakiseljavanjem                                                                                                 |
| Kiselo vrhnje              |                   | |
| Kolostrum                  |                   | mlijeko neposredno prije porođaja                                                                                               |
| Kondenzirano mlijeko       |                   | mlijeko dobiveno uklanjanjem vode                                                                                               |
| Kozje mlijeko              |                   | mlijeko od koza |
| Krem sir                   |                   | mekani svježi sir obično blagog okusa napravljen od mlijeka i vrhnja                                                            |
| Lassi                      | Indija            | jogurtni, mliječni napitak |
| Lički škripavac            | Hrvatska          | punomasni meki sir |
| Magareće mlijeko           |                   | mlijeko od magaraca |
| Maslac                     |                   | dobiven preradom mliječne masti                                                                                                 |
| Mileram                    |                   | |
| Mlaćenica / Stepka         |                   | napitak nakon izrade maslaca |
| Mliječna krema             |                   | npr. za izradu panna cotte ili tiramisua                                                                                        |
| Mlijeko                    |                   | nutritivno bogata tekuća hrana koju proizvode mliječne žlijezde sisavaca                                                        |
| Mlijeko u prahu            |                   | mliječni proizvod dobiven odstranjivanjem vode                                                                                  |
| Mozzarella                 | Italija           | vrsta mekanog sira |
| Munster                    | Francuska         | vrsta mekanog sira |
| Ovčje mlijeko              |                   | mlijeko od ovce |
| Parmezan                   | Italija           | tvrdi, polumasni žuti sir od neobranog kravljeg mlijeka                                                                         |
| Paški sir                  | Hrvatska          | ovčji sir s otoka Paga |
| Ricotta                    | Italija           | vrsta skute |
| Roquefort                  | Francuska         | meki sir s plemenitom plijesni                                                                                                  |
| Sir                        |                   | dobiva se iz mlijeka i proizvodi u širokom rasponu okusa, tekstura i oblika koagulacijom mliječnog proteina kazeina             |
| Sirutka                    |                   | dobivena nakon zgrušavanja i procijeđenja mlijeka, nusproizvod proizvodnje sira                                                 |
| Skuta                      |                   | dobiva se zgrušavanjem mlijeka                                                                                                  |
| Skyr                       | Island            | vrsta jogurta |
| Sladoled                   |                   | smrznuti mliječni desert |
| Slatko vrhnje              |                   | dobiva se izdvajanjem mliječne masti iz mlijeka; vrhnje obranoga mlijeka; razlikuje se od slatkog biljnog vrhnja                |
| Šlag                       |                   | namirnica dobivena tučenjem (miješanjem) slatkog vrhnja                                                                         |
| Topljeni sir               |                   | napravljen od sira i nefermentiranih mliječnih sastojaka pomiješanih s emulgatorima                                             |
| Trapist                    | Francuska         | vrsta polutvrdog sira kojeg su prvi proizveli redovnici trapisti                                                                |
| Vajkrem                    |                   | |
| Vrhnje                     |                   | mliječni proizvod, koji se sastoji od koncentrirane mliječne masti                                                              |
| Vrhnje za kuhanje          |                   | |
| Vrhnje za šlag             |                   | dobiva se od slatkog vrhnja; razlikuje se od slatkog biljnog vrhnja za šlag                                                     |
| Zrnati sir                 |                   | sirni skutni proizvod blagog okusa. Ocijedi se, ali se ne preša, tako da ostane nešto sirutke, a pojedine grudice ostanu rahle. |

## Galerija
- Mliječni proizvodi
- Sirevi
- Ghee maslac
- Dulce de leche